# Costante di Ramanujan-Soldner
In matematica, la costante di Ramanujan-Soldner è una costante matematica definita come l'unico zero positivo del logaritmo integrale. Il nome si deve a Srinivasa Ramanujan e Johann Georg von Soldner.
Il suo valore è approssimativamente {\displaystyle \mu \approx 1,451369234883381050283968485892027449493\dots }
Poiché il logaritmo integrale è definito come il valore principale di:
{\displaystyle \mathrm {li} (x)=\int _{0}^{x}{\frac {dt}{\ln t}}}
si ha:
{\displaystyle \mathrm {li} (x)\;=\;\mathrm {li} (x)-\mathrm {li} (\mu )}
o, equivalentemente:
{\displaystyle \mathrm {li} (x)=\int _{0}^{x}{\frac {dt}{\ln t}}-\int _{0}^{\mu }{\frac {dt}{\ln t}}}
e dunque:
{\displaystyle \mathrm {li} (x)=\int _{\mu }^{x}{\frac {dt}{\ln t}}}
che facilita il calcolo per gli interi positivi. Inoltre, dal momento che la funzione integrale esponenziale soddisfa l'equazione:
{\displaystyle \mathrm {li} (x)\;=\;\mathrm {Ei} (\ln {x})}
l'unico zero positivo dell'integrale esponenziale corrisponde al logaritmo naturale della costante di Ramanujan-Soldner, e il suo valore è approssimativamente:
{\displaystyle \ln(\mu )\approx 0,372507410781366634461991866\dots }